# Boleslaw Schirtladze
Boleslaw Schirtladze (gruz. ბოლესლავ სხირტლაძე; ur. 14 czerwca 1987 w Tbilisi) – gruziński lekkoatleta, specjalizujący się w skoku w dal.
Uczestnik mistrzostw Europy z Helsinek. Olimpijczyk z Londynu, gdzie zajął 35. miejsce w kwalifikacjach. 
Reprezentował swój kraj podczas zawodów pucharu Europy w 2007 roku. Od 2009 roku reprezentował Gruzję w drużynowych mistrzostwach Europy. W tych zawodach występował czterokrotnie – w 2009, 2010, 2011 oraz w 2014.
Rekordy życiowe: stadion: skok w dal – 8,12 (30 maja 2012, Tel Awiw-Jafa) były rekord Gruzji, trójskok – 13,68 (21 czerwca 2009, Sarajewo); hala: skok w dal – 7,42 (13 lutego 2013, Østerbro).

## Wyniki

### Zawody międzynarodowe
| Rok  | Zawody               | Miejsce                 | Wyniki szczegółowe | Wyniki szczegółowe | Wyniki szczegółowe | Wyniki szczegółowe | Wyniki szczegółowe | Wyniki szczegółowe | Wyniki szczegółowe | Wyniki szczegółowe | Wyniki szczegółowe | Rezultat | Pozycja | Uwagi | Źródło      |
| Rok  | Zawody               | Miejsce                 | Kwalifikacje       | Kwalifikacje       | Kwalifikacje       | Finał              | Finał              | Finał              | Finał              | Finał              | Finał              | Rezultat | Pozycja | Uwagi | Źródło      |
| Rok  | Zawody               | Miejsce                 | #1                 | #2                 | #3                 | #1                 | #2                 | #3                 | #4                 | #5                 | #6                 | Rezultat | Pozycja | Uwagi | Źródło      |
| ---- | -------------------- | ----------------------- | ------------------ | ------------------ | ------------------ | ------------------ | ------------------ | ------------------ | ------------------ | ------------------ | ------------------ | -------- | ------- | ----- | ----------- |
| 2012 | Mistrzostwa Europy   | Helsinki, Finlandia     | X                  | X                  | 7,23               | NQ                 | NQ                 | NQ                 | NQ                 | NQ                 | NQ                 | 7,23     | 30.     |       | [ 1 ] [ 2 ] |
| 2012 | Igrzyska olimpijskie | Londyn, Wielka Brytania | 7,26               | 6,95               | 6,90               | NQ                 | NQ                 | NQ                 | NQ                 | NQ                 | NQ                 | 7,26     | 35.     |       | [ 3 ] [ 4 ] |

### Puchar Europyorazdrużynowe mistrzostwa Europy
| Rok  | Zawody                       | Poziom       | Miejsce                        | Konkurencja | Wynik    | Wynik         | Źródło |                     |                              |                    |          |    |       |
| Rok  | Zawody                       | Poziom       | Miejsce                        | Konkurencja | Rezultat | Miejsce       | Źródło |                     |                              |                    |          |    |       |
| ---- | ---------------------------- | ------------ | ------------------------------ | ----------- | -------- | ------------- | ------ | ------------------- | ---------------------------- | ------------------ | -------- | -- | ----- |
| Rok  | Zawody                       | Poziom       | Miejsce                        | Konkurencja | 2007     | Puchar Europy | Źródło | Druga Liga, Grupa B | Zenica, Bośnia i Hercegowina | sztafeta 4 x 100 m | 44,57 SB | 3. | [ 5 ] |
| 2009 | Drużynowe mistrzostwa Europy | Trzecia Liga | Sarajewo, Bośnia i Hercegowina | skok w dal  | 7,43 SB  | 3.            | [ 6 ]  |                     |                              |                    |          |    |       |
| 2009 | Drużynowe mistrzostwa Europy | Trzecia Liga | Sarajewo, Bośnia i Hercegowina | trójskok    | 13,68 SB | 7.            | [ 6 ]  |                     |                              |                    |          |    |       |
| 2010 | Drużynowe mistrzostwa Europy | Trzecia Liga | Marsa, Malta                   | skok w dal  | 6,58     | 11.           | [ 7 ]  |                     |                              |                    |          |    |       |
| 2011 | Drużynowe mistrzostwa Europy | Trzecia Liga | Reykjavík, Islandia            | skok w dal  | 7,43     | 4.            | [ 8 ]  |                     |                              |                    |          |    |       |
| 2014 | Drużynowe mistrzostwa Europy | Trzecia Liga | Tbilisi, Gruzja                | skok w dal  | 7,34     | 4.            | [ 9 ]  |                     |                              |                    |          |    |       |